# Cycloptychis
Cycloptychis es un género con tres especies de plantas pertenecientes a la familia Brassicaceae. Las tres especies están pendientes de ser aceptadas.

## Taxonomía
El género fue descrito por E.Mey. ex Sond. y publicado en Flora Capensis 1: 35. 1860.

## Especies
- Cycloptychis marlothii
- Cycloptychis polygaloides
- Cycloptychis virgata